# Балка Грабка
Ба́лка Грабка (рос. Бал. Грабка) — балка (річка) в Україні у Самарівському районі Дніпропетровської області. Права притока річки Кільчень (басейн Дніпра).

## Опис
Довжина балки приблизно 12,13 км, найкоротша відстань між витоком і гирлом — 9,03 км, коефіцієнт звивистості річки — 1,34. Формується декількома безіменними балками та загатами. На деяких ділянках балка пересихає.

## Розташування
Бере початок у селі Жданівка. Тече переважно на південний захід понад селом Грабки і на південно-західній околиці села Почино-Софіївки впадає в річку Кільчень, праву притоку Самари.

## Цікаві факти
- У XIX столітті на балці було багато вітряних млинів[1], а у XX столітті — 1 газгольдер та багато газових свердловин[4].